# سنغ أباد (أرزوئية)
سنغ أباد (بالفارسية: سنگ‌آباد) هي قرية تقع في إيران في Arzuiyeh Rural District. يقدر عدد سكانها بـ 40 نسمة .